# Damien Mougel

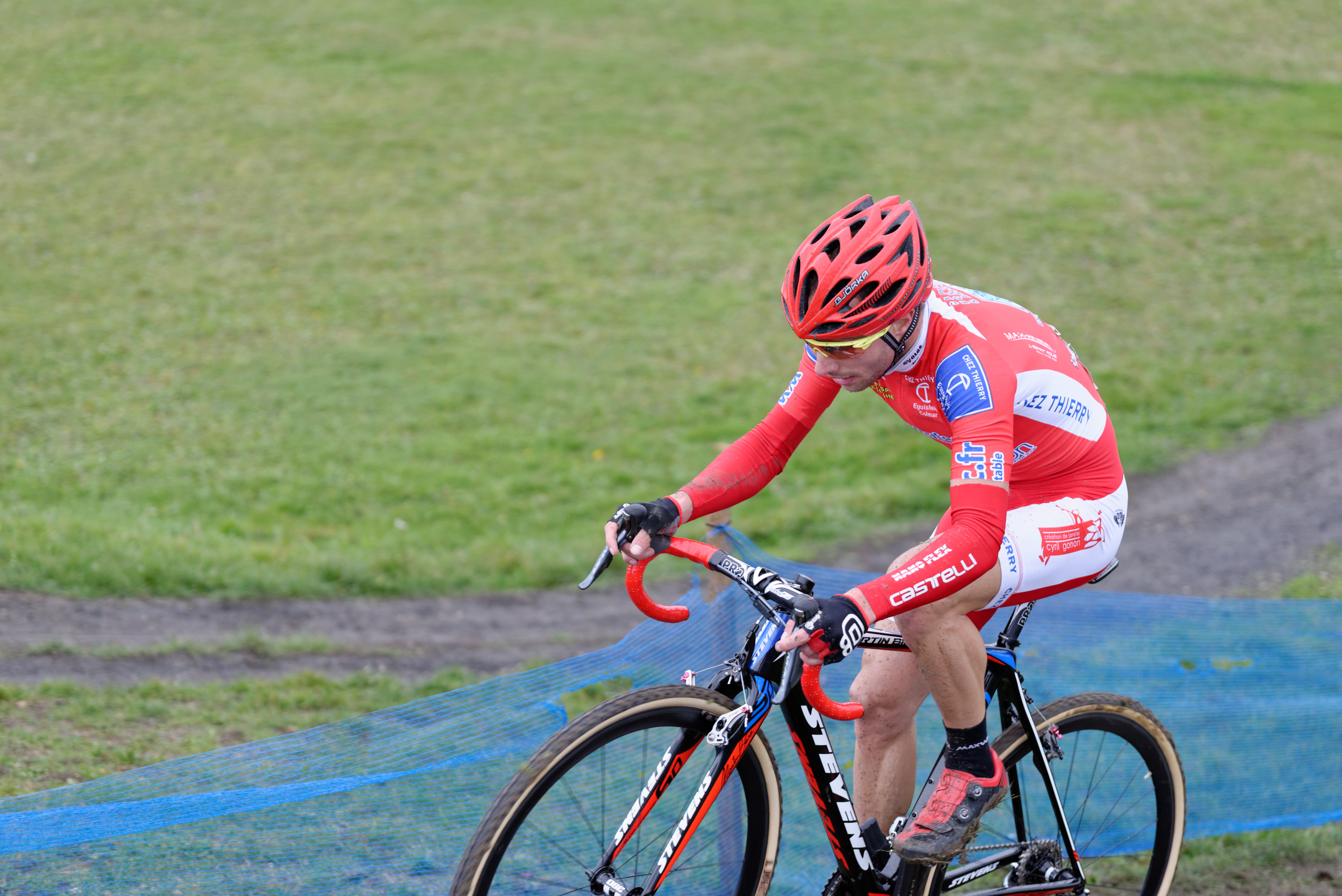
Damien Mougel, 2015

Damien Mougel (* 9. Oktober 1985) ist ein französischer Cyclocrossfahrer.
Damien Mougel belegte 2004 den dritten Platz bei einem Cyclocross-Rennen in Villers-le-Lac. Im nächsten Jahr wurde er Zweiter bei dem Rennen in Épenoy. 2006 belegte er den dritten Platz in Schlierbach und ein Jahr später schaffte er es wieder auf dieselbe Platzierung. Im Jahr 2008 gewann er ein Rennen in Cornimont und wurde Dritter in Deluz. Beim UCI-Weltcup 2008 in Nommay gewann Mougel das Rennen der U23-Klasse.

## Erfolge
2008/2009
- Weltcup, Nommay (U23)